# Paj-jin
Paj-jin (čínsky 白银, pchin-jinem Báiyín) je městská prefektura v Čínské lidové republice. Patří k provincii Kan-su a leží na Žluté řece. Má rozlohu 8 185 čtverečních kilometrů a v roce 2010 zde žilo zhruba 1 708 751 obyvatel.

## Poloha
Prefektura leží na východě provincie Kan-su. Sousedí s prefekturou Lan čou na západě a severozápadě, s prefekturami Ting-si a Pching-liang na jihu a s provinciemi Vnitřní Mongolsko a Ning-sia na východě.

## Administrativní členění
Městská prefektura Paj-jin se člení na pět celků okresní úrovně, a sice dva městské obvody a tři okresy.
| městský obvod · Paj-jin městský obvod · Pching-čchuan okres · Ťing-jüan ※ ※ okres · Chuej-ning okres · Ťing-tchaj |        |                       |                    |                                  |
| Název | Název  | Počet obyvatel (2020) | Rozloha km² (2020) | Hustota zalidnění (obyv. na km²) |
| český přepis | znaky  | Počet obyvatel (2020) | Rozloha km² (2020) | Hustota zalidnění (obyv. na km²) |
| Městské obvody |        |                       |                    |                                  |
| Paj-jin | 白银区 | 337 645               | 1 350              | 250                              |
| Pching-čchuan | 平川区 | 200 869               | 1 995              | 101                              |
| Okresy |        |                       |                    |                                  |
| Ťing-jüan | 靖远县 | 373 050               | 5 613              | 66                               |
| Chuej-ning | 会宁县 | 401 581               | 5 656              | 71                               |
| Ťing-tchaj | 景泰县 | 198 965               | 5 489              | 36                               |
| |        |                       |                    |                                  |
| Celkem | Celkem | 1 512 110             | 20 100             | 75                               |